# Associação Atlética Araçariguama
A Associação Atlética Araçariguama, conhecido popularmente como Araçariguama, é um clube de futsal da cidade de Araçariguama, do estado de São Paulo. Fundado em 18 de dezembro de 2001, comandava seus jogos no Ginásio dos Campeões, em Araçariguama, e no Ginásio Ângelo Favaron, em Itu.

## História
O clube foi fundado em 2001 por um grupo de esportistas e empresários que decidiram apostar na criação de uma equipe para participar do Campeonato Paulista de Futsal - Série Prata e das competições da região. A cidade recebeu bem a equipe, fazendo ela ter uma boa torcida. A equipe é pentacampeã da Copa TV TEM de Futsal. Em 2013, a equipe participou pela primeira vez da Liga Paulista de Futsal.